# Briter
 Ikke at forveksle med Britere.
Briter eller britiske folk er statsborgere i Storbritannien, britiske oversøiske territorier, kronbesiddelser og deres afstamning. Britisk nationalitetslov styrer britisk statsborgerskab og nationalitet, som kan opnås for eksempel af efterkommere af britiske nationaliteter. Når det bruges i en historisk sammenhæng kan "British" eller "Britons" referere til britere, de oprindelige britersk-piktisk keltiske indbyggere af Storbritannien og Bretogne, som i dag udgør de moderne walisere og bretoner.
Til trods for at de tidlige tilkendegivelser om at være britisk kan dateres til senmiddelalder og etableringen af Kongeriget Storbritannien i 1707 udløste en følelse af en britisk national identitet. Forestillingen af britiskhed blev smedet under Napoleonskrigene mellem Storbritannien og første franske kejserrige, og udviklede sig yderligere gennem Victoriatiden. Den komplekse historie om skabelsen af Storbritannienskabte en "delvis følelse af nationsskab og tilhørsforhold" i Storbritannien og Irland; Britiskhed blev "lagt oven på meget ældre identiteter", af engelske, skotske, walisiske og irske kulturer, hvis særpræg fortsat modstår forestillinger af en homogen britisk identitet. På grund af længerevarende etno-sekteriske opdelinger er britisk identitet i Nordirland kontroversiel, men den holdes fortsat gennem stærk overbevisning af unionister.
Moderne briter er efterkommere af primært forskellige etniske grupper, der bosatte sig på De Britiske Øer før det 11. århundrede: Forhistoriske folk, keltere, romere, angelsaksere, nordboere og normanner. Siden 1922 og tidligere har der været Immigration til Storbritannien af folk fra, hvad der i dag er Irland, Commonwealth, fastlands Europa og andre steder; de og deres efterkommere er for de flestes vedkommende britiske statsborgere, hvoraf nogle antager en britisk-, dobbelt- eller bindestregs- identitet.
Briterne udgør et forskelligartet multinationalt og multikulturelt samfund, med stærke regionale accenter, udtryk og identiteter. Den sociale struktur i Storbritannien har skiftet radikalt siden 1800-tallet, der er sket et fald i religiøs observans, middelklassen er vokset og delvist siden 1950'erne er de etniske grupper i Storbritannien vokset. Befolkningstallet i Storbritannien er på ca. 62,5 mio., med et britisk diaspora på omkring 140 mio. i Australien, Canada, Sydafrika, Hongkong, New Zealand, USA, Irland, Tyskland, Frankrig og Spanien.